# Comuna Poceapînți, Cemerivți
Poceapînți (în ucraineană Почапинці) este o comună în raionul Cemerivți, regiunea Hmelnîțkîi, Ucraina, formată din satele Poceapînți (reședința) și Sadove.

## Demografie
Componența lingvistică a comunei Poceapînți
     Ucraineană (99,4%)
     Alte limbi (0,59%)
Conform recensământului din 2001, majoritatea populației comunei Poceapînți era vorbitoare de ucraineană (99,4%), existând în minoritate și vorbitori de alte limbi.